# 柔毛方秆蕨
柔毛方秆蕨（学名：Glaphyropteridopsis villosa），为金星蕨科方秆蕨属下的一个种。

## 扩展阅读
維基物種上的相關：柔毛方秆蕨